# Simion Alterescu
Simion Alterescu, ulterior Simion Alterescu-Ierușalmi (n.2 mai 1921 - 1995 a fost un teatrolog român, de origine evreiască, critic teatral și istoric al teatrului. A fost cercetător stiințific și profesor la Institutul de Istoria Artei din București. După 1987 a devenit și cetățean israelian.

## Biografie
Alterescu s-a născut la Constanța ca Simion Ierusalim, fiu al lui Aron Ierusalim , mic comerciant evreu, și al soției acestuia, Clara. El a început studiile liceale la Constanța în anul 1932. În anii dictaturii lui Antonescu și ai legilor împotriva evreilor, a fost elev la Colegiul Onescu din București, deschis pentru elevi evrei. În anul 1945 a terminat studiile la Facultatea de Litere și Filologie din București.
La începutul carierei a lucrat în sfera jurnalistică, integrându-se în anii regimului comunist în intelectualitatea privilegiată de guvernanții comuniști. Pe parcursul carierei s-a conformat Alterescu cu linia ideologică a cercetării umaniste impusă de partidul unic aflat la putere, dar cum a apreciat Lucian Sinigaglia (2019) nu a împins aceasta la extreme, cum au făcut unii din confrații săi.  Între 1944-1946 a fost redactor la cotidianul comunist „România liberă”, între 1945-1946  secretar de redacție la „Lumea”. 
Alterescu a debutat în critica teatrală în anul 1944 la revista „Orizont” condusă de Sașa Pană.
În anii 1946-1948  a fost redactor responsabil la revista „Rampa” iar între 1948-1952 prim-redactor la revista „Contemporanul”. A fost un timp i(1948-1951) inspector general în Ministerul Artelor, la Direcția Generală a Teatrelor, iar în  anii 1949-1964 a predat ca profesor și șef de catedră la Institutul de teatru „I.L. Caragiale”. Din 1951 a fost și cercetător științific la secția de teatru a Institutului de Istoriei Artei.
În anul 1971 și-a luat doctoratul în istoria artei cu teza Arta actorului în teatrul românesc din epoca modernă
Alterescu a continuat pe parcursul carierei sale să publice cronici de teatru în „România literară”,„Scânteia”, „Contemporanul”, 'Studii și cercetări de istoria arteietc.
Eliberat de rigiditățile dogmatice ale începutului , Alterescu a scris mai târziu studiul Modalități de expresie în arta actorului contemporan, și apoi cartea Actorul și vârstele teatrului românesc (1980) care și-a propus să fie o sinteză a principalelor momente din istoria spectacolului de teatru, din perspectiva evoluției artei actoricești. Lucrarea subliniază mai ales tipologia modalităților artistice interpretative 
În 1987 Simion Alterescu a emigrat in Israel, unde și-a adăugat numele Ierușalmi, după numele său originar de familie. A murit în Israel în 1995.

## Scrieri
- 1955 - Teatrul Național I.L.Caragiale 1852-1952, monografie (în colaborare cu Florin Tornea), prefață de G.Oprescu
- 1959 - colaborator la Teatrul în România după 23 August 1944 ,
- 1965-1973 - redactor responsabil la tratatul Istoria teatrului în România  în 3 volume
- 1975 - coordonator în colaborare cu Ion Zamfirescu - Teatrul românesc contemporan 1944-1974
- Modalități de expresie în arta actorului contemporan.
- 1978 - colaborează la Mic dicționar enciclopedic
- 1980   Actorul și vârstele teatrului românesc
- 1983  -coordonator - An Abridged History of the Romanian Theatre  - în colaborare cu Ion Cazaban, Anca Costa-Foru etc

### Ediții
- 1970 - editare Ion Luca Caragiale - Despre teatru - prefața editorului
- 1970 - editare Alexandru Kirițescu -Teatru - introducerea editorului

### Traduceri
din limba rusă:
- Anatoli Surov - Cale liberă, 1949 (în colaborare cu M.Lazăr)
- Tatiana Trifonova  - I.Ehrenburg, 1954 (în colaborare cu Petre Solomon)
- Demian Bednîi -  Fetele, 1963 (în colaborare cu Tudor Țopa)

## Premii și onoruri
- 1975 - Premiul I.L Caragiale al Academiei Române - pentru lucrarea Teatrul românesc contemporan